# Ключові види
Ключови́й вид (англ. Keystone species) — вид «вплив якого на угруповання або  екосистему є набагато істотнішим, ніж цього варто було очікувати, виходячи з його поширеності» (Power, Mills, 1999).
У одному з найвідоміших екологічних експериментів біолог Роберт Пейн видалив всіх представників виду морська зірка пізастер (Pisaster) з однієї ділянки кам'янистого морського берега і спостерігав, який ефект це справить на біоценоз. Результати виявилися такими, які і слід було очікувати: за відсутності морських зірок кількість інших видів скоротилася майже наполовину. Це сталося внаслідок занадто бурхливого розмноження мідій, які активно включилися в боротьбу за незайнятий простір і витіснили інші види. Ці морські зірки-хижаки контролювали чисельність мідій і утримували її на прийнятному рівні, перешкоджаючи їм зайняти всі доступні для проживання місця. Очевидно, що морські зірки відігравали ключову роль в підтримці  біологічної різноманітності. Звідси і термін — «ключовий вид». З того часу це поняття вживається як в широкому, так і у вузькому сенсі.
Нещодавні (2012 р.) дослідження, проведені австралійськими вченими протягом кількох років, підтвердили не тільки те, що «ключові види» дійсно існують (а не є лише зручним науковим терміном), але й мають вирішальне значення для збереження  біологічного різноманіття даного біоценозу. Дослідження стосувались вивчення  омели білої, зокрема того, як впливає її присутність в лісах на збільшення/зменшення  популяцій птахів. Результати дослідів, опубліковані в Proceedings of the Royal Society B, однозначно показали, що після того, як вчені видалили  омелу із частини досліджуваного лісу, то види птахів, які існують за рахунок її ягід та в'ють в ній гнізда, майже зникли з цього лісу, а саме число видів скоротилось приблизно на чверть. З іншого боку, в тій частині лісу, де омела була збережена, кількість птахів та їх видове різноманіття збільшились. Саме тому омела відіграє ту роль, яку екологи припсують «ключовому виду»: вона підтримує всю  екосистему, а її вилучення має серйозні наслідки для всіх інших видів, аж до їх зникнення. Як зауважив у своєму коментарі до цього дослідження один із його учасників та автор статті, Prof. David M. Watson, дане дослідження є найбільш строгою перевіркою «ключового виду», що коли-небудь була зроблена. І це вперше, коли дослідники змогли настільки точно визначити, який вплив має дана рослина на довколишнє середовище та показати, що роль «ключового виду» є значно більшою, аніж вважалось до того часу.
Деякі фахівці з  охорони середовища вважають, що поняття «ключові види» дуже важливе для визначення пріоритетів при плануванні  природоохоронних заходів. Вони стверджують, що при недоліку часу і засобів на порятунок всіх видів, потрібно зосередити зусилля перш за все на ключових видах, оскільки це допомагає зберегти біологічну різноманітність. Якщо вимруть ключові види, то подібна доля чекає і багато інших.
Хоча це і досить принадна ідея, але все-таки при визначенні пріоритетів природоохоронних акцій до неї слід ставитися з обережністю. У конкретних біоценозах інколи дуже важко (якщо взагалі можливо) визначити ключові види. І взагалі, чи є вид ключовим, залежить від кожного конкретного угруповання (на інших ділянках кам'янистого узбережжя морські зірки можуть не бути ключовим видом). Отже, хоча це і важливе екологічне поняття, його вживання в конкретних цілях охорони природи поки що вельми обмежене.